# Universidade Independente
Die Universidade Independente (UnI, Unabhängige Universität Lissabon) in Lissabon war eine private Universität mit vier Fakultäten. Die Universität wurde 1994 gegründet und 2007 durch das portugiesische Parlament nach Unregelmäßigkeiten zwangsweise geschlossen.

## Gliederung
Die Universität war in vier Fakultäten untergliedert:
- Fakultät der Künste (UnI Artes)
- Rechtswissenschaftliche Fakultät (UnI Direito)
- Humanwissenschaftenliche Fakultät (UnI Humanidades)
- Technologische Fakultät (UnI Tecnologias)

## Bekannte Professoren
- Ricardo Fonseca Almeida (* 1974), Parlamentsabgeordneter
- Mário Crespo (* 1945), Fernsehjournalist
- Filipe La Féria (* 1945), Theaterregisseur und Drehbuchautor
- Jorge Neto (* 1957), Parlamentsabgeordneter
- Daniel Ricardo (1941–2015), Journalist
- Augusto Santos Silva (* 1956), Sozialwissenschaftler und Politiker, mehrfacher Staatsminister
- Rui Simões (* 1944), Filmregisseur
- Fernando Teixeira (1927–1997), Arzt und Freimaurer

## Bekannte Studenten
- Maria João Bastos (* 1975), Schauspielerin
- Patrícia Candoso (* 1981), Schauspielerin und Sängerin
- Manuel Luís Goucha (* 1954), Fernsehmoderator
- Henrique Gouveia e Melo (* 1960), Admiral, seit 2021 Generalstabschef der Portugiesischen Marine, leitete die medial breit begleitete erfolgreiche Impfkampagne gegen die COVID-19-Pandemie in Portugal
- Teresa Guilherme (* 1955), Schauspielerin, Fernsehmoderatorin und Produzentin
- Júlia Pinheiro (* 1962), Fernsehjournalistin und Moderatorin
- José Sócrates (* 1957), Premierminister Portugals
- Ana Sousa Dias (* 1956), Fernsehjournalistin
- Armando Vara (* 1954), Bankmanager und Politiker, ehemaliger Jugend- und Sportminister